# Philipp Wilhelm (Pfalz)

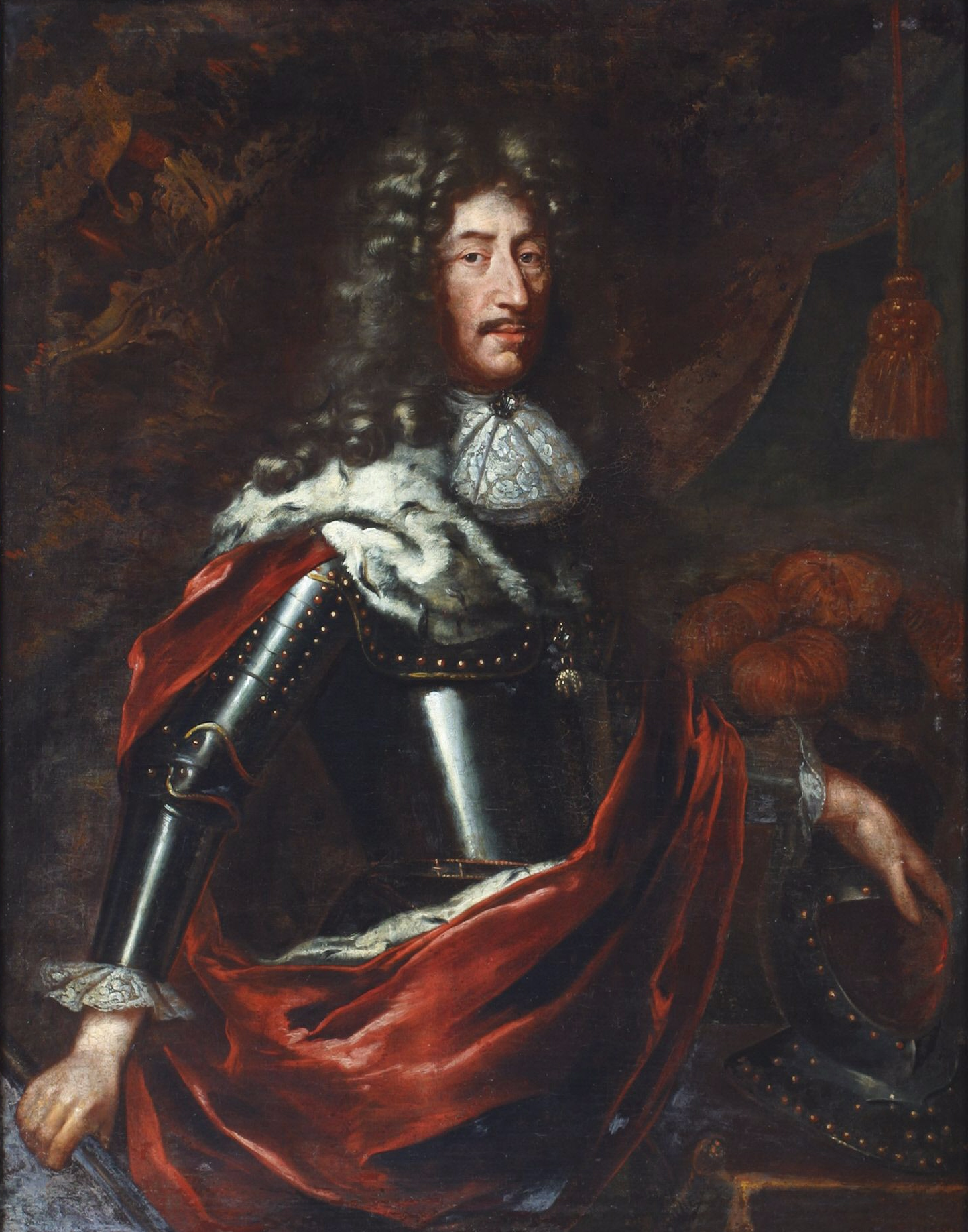
Kurfürst Philipp Wilhelm von der Pfalz

Philipp Wilhelm von der Pfalz (* 24. November 1615 in Neuburg an der Donau; † 12. September 1690 in Wien) war Pfalzgraf und Herzog von Pfalz-Neuburg (1653–1690), Herzog von Jülich-Berg (1653–1679) sowie Kurfürst von der Pfalz (1685–1690). Er begründete die Herrschaft der jüngeren Linie Pfalz-Neuburg über die Kurpfalz, die bis 1742 andauerte.

## Leben

### Frühe Jahre
In seiner Jugend genoss er eine jesuitisch geprägte Ausbildung im Auftrag des Vaters Wolfgang Wilhelm (1578–1653), der ihn so auf die Regierungszeit vorbereiten wollte. Seine Mutter war Magdalene (1587–1628), Tochter des Herzogs Wilhelm V. von Bayern. Zur Erziehung gehörte auch das Verprügeln und die Demütigung des Prinzen in der Öffentlichkeit. Er erlernte noch das Drechsler-Handwerk. Seine Kindheit und Jugend verbrachte er abwechselnd in Neuburg und in Düsseldorf. Etwa ab dem Ende der 1630er Jahre begann er die Suche nach einer passenden Ehefrau. In die Suche waren der Kaiser, seine Onkel (Kurfürsten von Bayern und Köln), der Papst und andere Herrscher involviert. In Frage kam zuerst eine Prinzessin von Florenz, Verwandte des Kaisers, jedoch die zu hohen Forderungen des toskanischen Herzogs ließen diese Pläne scheitern (der Herzog verlangte die Abdankung des Vaters, damit die Tochter einen Herrscher und nicht Prinzen heirate).

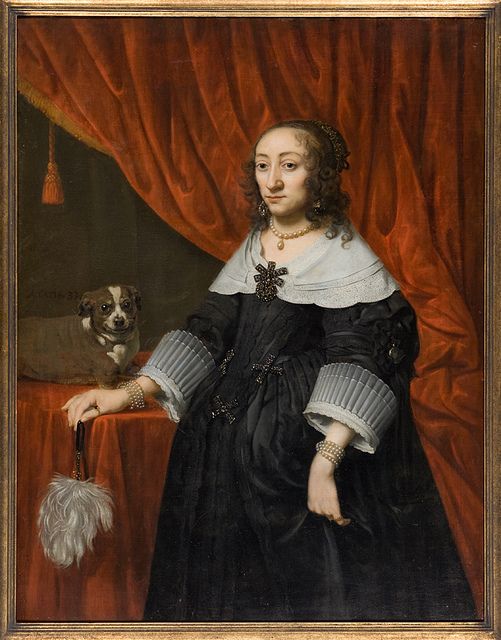
Anna Katharina Constantia Wasa, Prinzessin von Polen-Litauen, Gemälde von Johannes Spilberg, 1648

Geschmiedet wurden auch Pläne einer Ehe mit Luise Charlotte, der Schwester des brandenburgischen Kurfürsten Friedrich Wilhelm. Philipp und sein Vater spekulierten hier auf einen Ausgleich mit Brandenburg, eventuell auch auf Aussteuer der Prinzessin – das Herzogtum Kleve. Als sich etwa Ende 1641 herausstellte, dass sich der Kurfürst für seinen Verwandten Ernst von Brandenburg entschied, begann er die Werbung um Anna Katharina Constantia von Polen-Litauen aus dem Hause Wasa. Während des Aufenthaltes am Wiener Hofe erfuhr er, dass ihr Bruder sie mit einem deutschen Prinzen verheiraten möchte. Daraufhin reiste Philipp im Februar 1642 nach Warschau, um seine Chancen auszukundschaften. Der Warschauer Hof erteilte seine Zustimmung und Philipp kehrte nach Düsseldorf zurück. Wolfgang Wilhelm stimmte der Heirat, die Kaiser und Onkel des Prinzen sowie der Papst befürworteten, mit Unwillen zu. Am 9. Juni 1642 heiratete er in Warschau (wahrscheinlich in einem silbernen Kleid) Anna Katharina Wasa, Prinzessin von Polen-Litauen und von Schweden (1619–1651). Anna brachte eine ansehnliche Aussteuer in die Ehe ein: 243.333 Reichstaler in bar, Kleinodien im Wert von etwa 300.000 Reichstalern, Wertgegenstände aus Gold, Silber, Gobelins und persische Teppiche. Zur Aussteuer gehörten noch die Besitzungen in Italien: eine Maut in Foggia und Steuern auf Seide und Safran in Kalabrien und Apruzzo im Wert von 19.043 Dukaten jährlich (Annas Urgroßmutter war Bona Sforza, Herzogin von Bari). Im nachfolgenden Jahr (1643) wies ihm der Vater die Einkünfte aus der Grafschaft Neuenahr und den Ämtern Sinzig und Remagen zu.
Am 10. November 1644 übernahm Philipp bereits für seinen Vater die Regierung in Neuburg. 1653 wurde er als Ritter in den Orden vom Goldenen Vlies aufgenommen. Im selben Jahr folgte er seinem Vater in der Regierung in Jülich und Berg und ging eine neue Ehe mit Elisabeth Amalie von Hessen-Darmstadt ein, mit der er zahlreiche Kinder hatte.

### Regierung
Die ersten Regierungsjahre waren geprägt vom Erbstreit über den niederrheinischen Besitz Jülich und Berg, deren Besitz auch von Friedrich Wilhelm Kurfürst von Brandenburg beansprucht wurde. Philipp Wilhelm wollte eine friedliche Lösung, während er stets einen militärischen Überfall des Brandenburgers erwartete. Erst im Vertrag von Kleve, 1666, wurde ein Erbvergleich geschlossen.
1658 war er der französische Gegenkandidat bei der Kaiserwahl von Leopold I. Ab 1660 hatte er Aussichten auf den polnischen Königsthron wegen der Verwandtschaft über seine verstorbene erste Ehefrau. Die Wahl vom 19. Juni 1669 brachte jedoch Michał Korybut Wiśniowiecki auf diesen Thron. Durch die Ehe seiner ältesten Tochter Eleonore Magdalena wurde Philipp Wilhelm 1676 zum Schwiegervater Kaiser Leopolds I.
Nach dem Aussterben der kurfürstlichen Linie Pfalz-Simmern im Jahre 1685 wurde Philipp Wilhelm, dessen Linie in der Erbfolge am nächsten stand, neuer Kurfürst der Pfalz. Beide Linien gehen auf Stefan von Pfalz-Simmern-Zweibrücken zurück. Der neue Kurfürst (* 1615) war älter als seine beiden Vorgänger, die 1617 bzw. 1651 geboren waren. Mit ihm gelangte die katholische Linie Pfalz-Neuburg an die Regierung. Der Konfessionswechsel sorgte in der calvinistischen Pfalz für einige Probleme. Zwar hatte sich der neue Kurfürst mit seinem Vorgänger Karl II. von der Pfalz in dessen Todesjahr auf einen Kompromiss geeinigt und Philipp Wilhelm hielt sich auch daran, aber das Misstrauen der Calvinisten gegenüber der neuen Regierung wuchs trotzdem an. Der Kurfürst selbst war um eine rechtliche Gleichstellung aller Konfessionen in der Pfalz bemüht. Das allerdings kam bei den Protestanten weniger gut an, weil damit die Katholiken gleichberechtigt waren. Die Eskalation des Kirchenstreits sollte Philipp Wilhelm nicht mehr erleben.
Im Oktober 1687 ernannte der Kurfürst seinen ältesten Sohn Johann Wilhelm zum Statthalter in Heidelberg. Die offenen Fragen im Zusammenhang mit dem Erbe des verstorbenen Kurfürsten Karl II. führten nun sehr schnell zu Spannungen mit Frankreich. König Ludwig XIV. erhob im Namen seiner Schwägerin Liselotte von der Pfalz, der Herzogin von Orleans, Ansprüche auf Teile des pfälzischen Erbes (Allodialgut). Verhandlungen blieben erfolglos. Der Streit verschärfte sich und Philipp Wilhelm zog sich verbittert nach Neuburg an der Donau zurück. Gleichzeitig rückten im Herbst 1688 die Franzosen in die Pfalz ein und besetzten unter anderem Heidelberg. Im folgenden Jahr begannen sie mit der systematischen Zerstörung des Landes.
Der Leibarzt von Philipp Wilhelm war Johann Menrad von Vorwaldtner (1651–1724), seines Zeichens Mitglied der Gelehrtenakademie „Leopoldina“.

Im Frühjahr 1690 reiste Philipp Wilhelm zur kaiserlichen Familie seiner Tochter nach Wien. Dort starb er am 12. September 1690. Viele gute Absichten konnten nicht mehr verwirklicht werden. Er hinterließ ein Land, das nun vollkommen in den Wirren des Pfälzischen Erbfolgekrieges zu versinken drohte. Kurz zuvor war er noch Schwiegervater des Königs von Spanien geworden, nachdem eine weitere Tochter bereits zuvor den König von Portugal geheiratet hatte. 

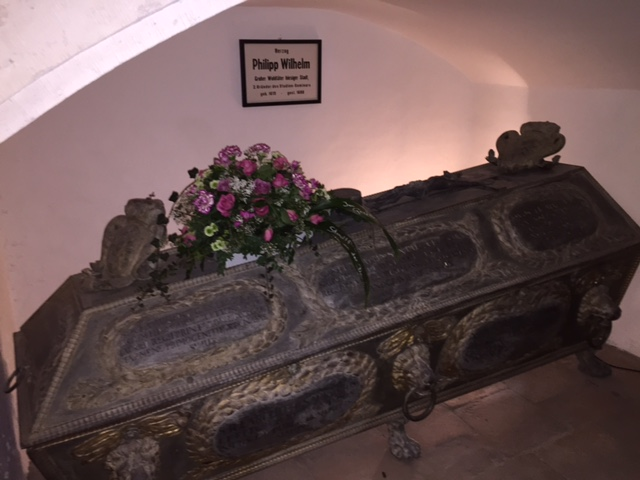
Sarkophag von Pfalzgraf und Kurfürst Philipp Wilhelm in der Fürstengruft der Hofkirche Unsere Liebe Frau in Neuburg mit Blumenschmuck anlässlich seines 400. Geburtstages

## Ehen und Nachkommen

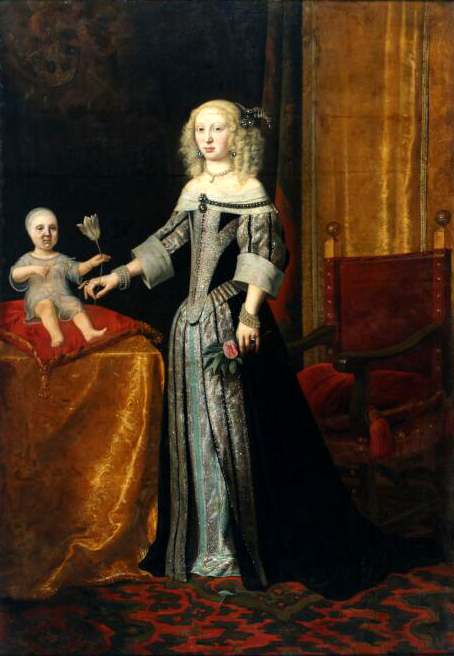
Philipp Wilhelms Ehefrau Elisabeth Amalie Magdalena von Hessen-Darmstadt, wahrscheinlich mit ihrer ältesten Tochter Eleonore, um 1655

Am 9. Juni 1642, an einem Pfingstmontag, heiratete er in Warschau Anna Catharina Constantia (* 7. August 1619 in Warschau; † 9. Oktober 1651 in Köln), die Tochter des Königs von Polen-Litauen und Schweden, Sigismund III. aus dessen Ehe mit Constanze von Österreich.
Aus der Ehe ging ein Sohn hervor:
- totgeborener Sohn (*/† 18. Juli 1645 in Neuburg an der Donau)

In Schwalbach heiratete Philipp Wilhelm am 3. September 1653 die zwanzig Jahre jüngere Landgräfin Elisabeth Amalia Magdalena (* 30. Januar 1635 in Gießen; † 4. August 1709 in Neuburg a d Donau), die Tochter des Landgrafen Georg II. von Hessen-Darmstadt, die anlässlich der Eheschließung zum Katholizismus konvertierte. Während der Ehe war Elisabeth 23 Mal schwanger, 14 von den 17 geborenen Kindern erreichten das Erwachsenenalter:
- Eleonore Magdalene Therese (1655–1720)

⚭ 1676 Kaiser Leopold I. (1640–1705)
- Maria Adelheid Anna (* 6. Januar 1656 in Neuburg an der Donau; † 22. Dezember 1656 in Düsseldorf)
- Sophie Elisabeth (* 27. Mai 1657 in Düsseldorf; † 7. Februar 1658 in Düsseldorf)
- Johann Wilhelm (1658–1716), Kurfürst von der Pfalz

1. ⚭ 1678 Erzherzogin Maria Anna Josepha von Österreich (1654–1689)
2. ⚭ 1691 Anna Maria Luisa von Medici (1667–1743)

- Wolfgang Georg Friedrich (1659–1683), Weihbischof in Köln
- Ludwig Anton (1660–1694), Bischof von Worms
- Karl Philipp (1661–1742), Kurfürst von der Pfalz

1. ⚭ 1688 Prinzessin Luise Charlotte Radziwill (1667–1695), Witwe des Prinzen Ludwig von Brandenburg
2. ⚭ 1701 Prinzessin Theresa Katharina Lubomirska (1685–1712)
3. ⚭ 1728/1729 (morg.) Gräfin Violante Maria Theresa von Thurn und Taxis (1683–1734)

- Alexander Sig(is)mund (1663–1737), Fürstbischof von Augsburg
- Franz Ludwig (1664–1732), Erzbischof von Trier und Mainz
- Friedrich Wilhelm (* 20. Juli 1665; † 1689)
- Marie Sophie Elisabeth (1666–1699)

⚭ 1687 König Peter II. von Portugal aus dem Hause Braganza
- Maria Anna Adelheid (1667–1740)

⚭ 1690 König Karl II. von Spanien
- Philipp Wilhelm August (1668–1693)

⚭ 1690 Prinzessin Anna Maria Franziska von Sachsen-Lauenburg (1672–1741)
- Dorothea Sophie (1670–1748)

1. ⚭ 1690 Herzog Odoardo II. Farnese von Parma und Piacenza (1666–1693)
2. ⚭ 1696 Herzog Francesco Farnese von Parma und Piacenza (1678–1727)

- Hedwig Elisabeth Amalia (18. Juli 1673–1722)

⚭ 1691 Jakob Ludwig Sobieski von Polen (1668–1737)
- Johann (*/† 1. Februar 1675), lebte nur 5 Stunden, notgetauft
- Leopoldine Eleonore (* 27. Mai 1679; † 1693), starb als Braut des Kurfürsten Maximilian II. Emanuel von Bayern

## Vorfahren
|  |                                                |  |  |  |  |  |  |  |  |  |  |  |  |
|  | Wolfgang von Pfalz-Zweibrücken (1526–1569)     |  |  |  |  |  |  |  |  |  |  |  |  |
|  |                                                |  |  |  |  |  |  |  |  |  |  |  |  |
|  |                                                |  |  |  |  |  |  |  |  |  |  |  |  |
|  | Philipp Ludwig von Pfalz-Neuburg (1547–1614)   |  |  |  |  |  |  |  |  |  |  |  |  |
|  |                                                |  |  |  |  |  |  |  |  |  |  |  |  |
|  |                                                |  |  |  |  |  |  |  |  |  |  |  |  |
|  | Anna von Hessen (1529–1591)                    |  |  |  |  |  |  |  |  |  |  |  |  |
|  |                                                |  |  |  |  |  |  |  |  |  |  |  |  |
|  |                                                |  |  |  |  |  |  |  |  |  |  |  |  |
|  | Wolfgang Wilhelm von Pfalz-Neuburg (1578–1653) |  |  |  |  |  |  |  |  |  |  |  |  |
|  |                                                |  |  |  |  |  |  |  |  |  |  |  |  |
|  |                                                |  |  |  |  |  |  |  |  |  |  |  |  |
|  | Wilhelm von Jülich-Kleve-Berg (1516–1592)      |  |  |  |  |  |  |  |  |  |  |  |  |
|  |                                                |  |  |  |  |  |  |  |  |  |  |  |  |
|  |                                                |  |  |  |  |  |  |  |  |  |  |  |  |
|  | Anna von Jülich-Kleve-Berg (1552–1632)         |  |  |  |  |  |  |  |  |  |  |  |  |
|  |                                                |  |  |  |  |  |  |  |  |  |  |  |  |
|  |                                                |  |  |  |  |  |  |  |  |  |  |  |  |
|  | Maria von Österreich (1531–1581)               |  |  |  |  |  |  |  |  |  |  |  |  |
|  |                                                |  |  |  |  |  |  |  |  |  |  |  |  |
|  |                                                |  |  |  |  |  |  |  |  |  |  |  |  |
|  | Philipp Wilhelm Kurfürst von der Pfalz         |  |  |  |  |  |  |  |  |  |  |  |  |
|  |                                                |  |  |  |  |  |  |  |  |  |  |  |  |
|  |                                                |  |  |  |  |  |  |  |  |  |  |  |  |
|  | Albrecht V. Herzog von Bayern (1528–1579)      |  |  |  |  |  |  |  |  |  |  |  |  |
|  |                                                |  |  |  |  |  |  |  |  |  |  |  |  |
|  |                                                |  |  |  |  |  |  |  |  |  |  |  |  |
|  | Wilhelm V. Herzog von Bayern (1548–1626)       |  |  |  |  |  |  |  |  |  |  |  |  |
|  |                                                |  |  |  |  |  |  |  |  |  |  |  |  |
|  |                                                |  |  |  |  |  |  |  |  |  |  |  |  |
|  | Anna von Österreich (1528–1590)                |  |  |  |  |  |  |  |  |  |  |  |  |
|  |                                                |  |  |  |  |  |  |  |  |  |  |  |  |
|  |                                                |  |  |  |  |  |  |  |  |  |  |  |  |
|  | Magdalene von Bayern (1587–1628)               |  |  |  |  |  |  |  |  |  |  |  |  |
|  |                                                |  |  |  |  |  |  |  |  |  |  |  |  |
|  |                                                |  |  |  |  |  |  |  |  |  |  |  |  |
|  | Franz I. von Lothringen-Mercœur (1517–1545)    |  |  |  |  |  |  |  |  |  |  |  |  |
|  |                                                |  |  |  |  |  |  |  |  |  |  |  |  |
|  |                                                |  |  |  |  |  |  |  |  |  |  |  |  |
|  | Renata von Lothringen (1544–1602)              |  |  |  |  |  |  |  |  |  |  |  |  |
|  |                                                |  |  |  |  |  |  |  |  |  |  |  |  |
|  |                                                |  |  |  |  |  |  |  |  |  |  |  |  |
|  | Christina von Dänemark (1521–1590)             |  |  |  |  |  |  |  |  |  |  |  |  |
|  |                                                |  |  |  |  |  |  |  |  |  |  |  |  |
|  |                                                |  |  |  |  |  |  |  |  |  |  |  |  |